# Waxjas
Een waxjas is een regenjas gemaakt uit gewaxt katoen.  Deze stof wordt waterdicht gemaakt door een behandeling met wax op basis van paraffine. Doorgaans is de jas gevoerd met een tartan en afgewerkt met een kraag uit corduroy of leer. Tegenwoordig wordt de waxjas vooral gedragen bij buitenactiviteiten als jagen, paardrijden en vissen.
Bekende fabrikanten van waxjassen zijn J. Barbour and Sons, Belstaff en Musto.